# Meli-Shipak

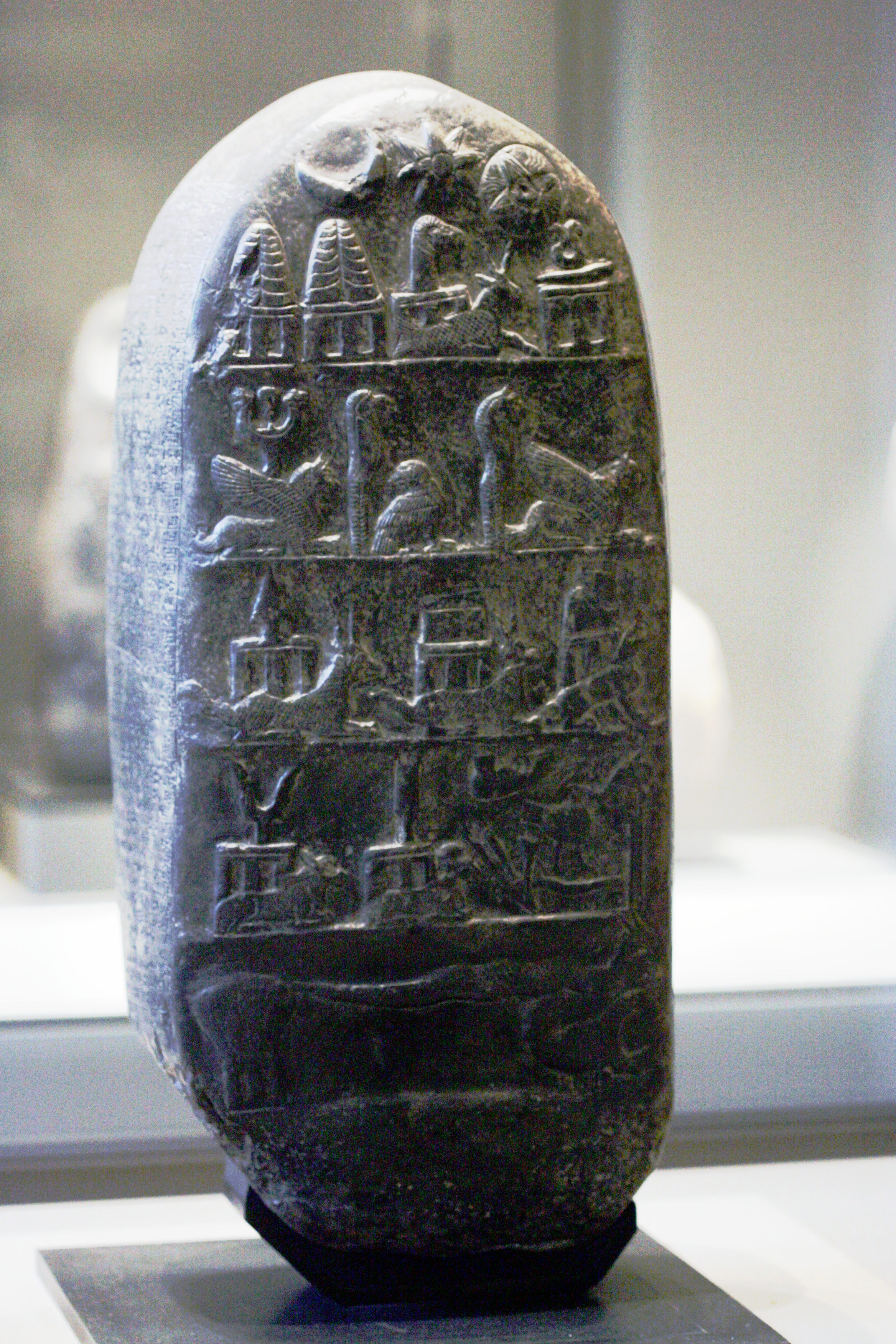
Kudurru de Meli-Shipak II

Meli-Šipak o Meli-Shipak fue un rey de Babilonia que sucedió a Adad-shum-usur hacia 1186 a. C (cronología corta), y reinó unos quince años.  Fue el último rey en llevar un nombre enteramente casita. Meli significa siervo o esclavo; Šipak era un dios de la luna.
Está registrado como hijo de Adad-šuma-usur, en un kudurru. Por otra parte, hay cierta resistencia a nombrarle en las inscripciones reales, a pesar de que es manifiesta la notoriedad de este rey como restaurador de la independencia casita, lo cual ha sido sujeto de especulación entre los historiadores.
El problema de la sucesión babilonia, que reclamaban los reyes elamitas de la dinastía Igehalkid, parecía que iba a quedar superado por el ascenso al poder de una nueva dinastía, los Shutrukid. Una hermana de Meli-Šipak se casó con Shutruk-Nahhunte, el segundo rey elamita shutrúkida (hacia 1185-1155 aC). Pero en este reinado, o en el de su hijo y sucesor Marduk-apla-iddina I, el rey Shutruk-Nahhunte, que probablemente fue quien escribió una carta a un rey no mencionado de Babilonia (conservada en el Museo de Berlín) reclamando el trono, dirigió las primeras expediciones en Mesopotamia. Por las inscripciones se sabe que saqueó Akkad, Babilonia y Ešnunna, en la última de las cuales se llevó las estatuas de Maništušu, igualmente llevó a Susa el código de Hammurabi y la estela de Naram-Sin.
Le sucedió su hijo Marduk-apla-iddina I.